# Aquarium océanique de Shanghai
L'aquarium océanique de Shanghai (en chinois : 上海海洋水族馆) est un aquarium public situé à Shanghai, en Chine. L'aquarium possède le plus long tunnel sous l'eau du monde[réf. nécessaire].

## Animaux
- Poisson archer
- Paracanthurus hepatus
- Alligator chinois
- Requin dormeur de port-Jackson
- Manchot de Humboldt
- Pirarucu
- Méduse lune